# Brana Massingir
Brana Massingir je brana na rijeci Olifants, u regiji Gaza, Mozambik. Naziv je dobila po gradiću Massingir koji je u blizini brane. Za vrijeme kišne sezone stvara se veliko umjetno jezero Massingir, tako da brana sprječava velike poplave nizvodno u Mozambiku. Pokraj umjetnog jezera prolazi i rijeka Shingwedzi (sjeveroistočno), koja utječe u rijeku Olifants 12 kilometara nizvodno od brane.

## Povijest
Gradnja je započela 1971. za vrijeme kolonijalne vlasti Portugala u Mozambiku. 1975., nakon rata i pregovora u kojima se Mozambik oslobodio kolonijalne vlasti, gradnja je zaustavljena malo prije završetka. Bilo je i pokušaja nastavka gradnje od strane vladajuće stranke FRELIMO (Mozambička oslobodilačka fronta).Zbog priklonjenosti Mozambika Sovjetskom Savezu, apartheidski režim u Južnoafričkoj Republici je godinama financirao pokrete koji su destabilizirali Mozambik. Pobunjenička stranka RENAMO je zauzela veći dio oblasti Massingir i sprječavala nastavak gradnje. Na izborima 1994. Joaquim Chissano je postao predsjednik, a njegova stranka FRELIMO je osvojila vlast u zemlji. Nakon toga su nastavljeni radovi na brani, a 2006. postavljene su zapornice, što je omogućilo da brana bude u radu.
Brana Massingir se nalazi na rubu Nacionalnog parka Kruger (koji je dio Nacionalnog parka Limpopo koji se nalazi okolo rijeke Limpopo), koje je vrlo važno područje za razmnožavanje nilskog krokodila. Postoji bojazan da poplave rijeke Olifants ometaju njihov razvoj.

## Slike
- Satelitski snimak brane Massingir (NASA), koji pokazuje umjetno jezero Massingir, a i rijeku Shingwedzi (sjeveroistočno), koja utječe u rijeku Olifants 12 kilometara nizvodno od brane.
- Segmentne zapornice na brani Massingir.
- Ustava na brani Massingir.
- Odvod vode s brane.
- Zapornica na odvodu vode s brane.